# Ivan Litvinovich
Ivan Litvinovich (n. 26 iunie 2001, Viliejka⁠(d), Minskaja voblasć, Belarus) este un sportiv ce a reprezentat Belarus, medaliat olimpic. A participat la o ediție a Jocurilor Olimpice (2020) în care a câștigat o medalie de aur.